# Selská republika Dithmarsche
Takzvaná Selská republika Dithmarsche též česky zastarale Ditmarsy (německy Bauernrepublik Dithmarschen, dánsky Bonderepublik Ditmarsken) byla historickým, neoficiálním, de facto uznávaným polostátním útvarem, který se v období pozdního středověku a počátkem novověku rozkládal v nejsevernější oblasti Svaté říše římské, na západě území dnešní německé spolkové země Schleswig-Holstein. Jméno „Dithmarsche“ (mn. č.) je odvozené od krajů s podmáčenou půdou: marší (německy Marschen), které se v oblasti vyskytují. Vžitý a nepřesný název republika neznamená republikánské zřízení moderního nebo antického typu, ale středověkou selskou samosprávu, blížící se některým radikálnějším husitským společenstvím nebo středověkým švýcarským kantonům. Vznik selské polostátní samosprávy se většinou datuje do druhé poloviny 13. století (přesné datum není možné stanovit) a země zaujímala prakticky stejné území, jako dnešní zemský okres Dithmarsche, tedy asi 1400 km2, v prvních staletích existence ovšem zmenšené o původně nevysušené podmořské oblasti, tedy zhruba jen 900 km2. „Republika“, která byla formálně vždy lénem hambursko-brémských arcibiskupů, je známá především svým zavedením jakýchsi quasi-demokratických institucí vlády a také schopností nejméně po 200 let vojensky odolávat snahám okolních feudálních pánů o její podmanění. Stát definitivně zanikl roku 1559 po úspěšném tažení dánského a norského krále Frederika II. a jeho vévodských strýců: Adolfa Gottorpského a Johanna staršího Haderslebenského.

## Kořeny selské samosprávy

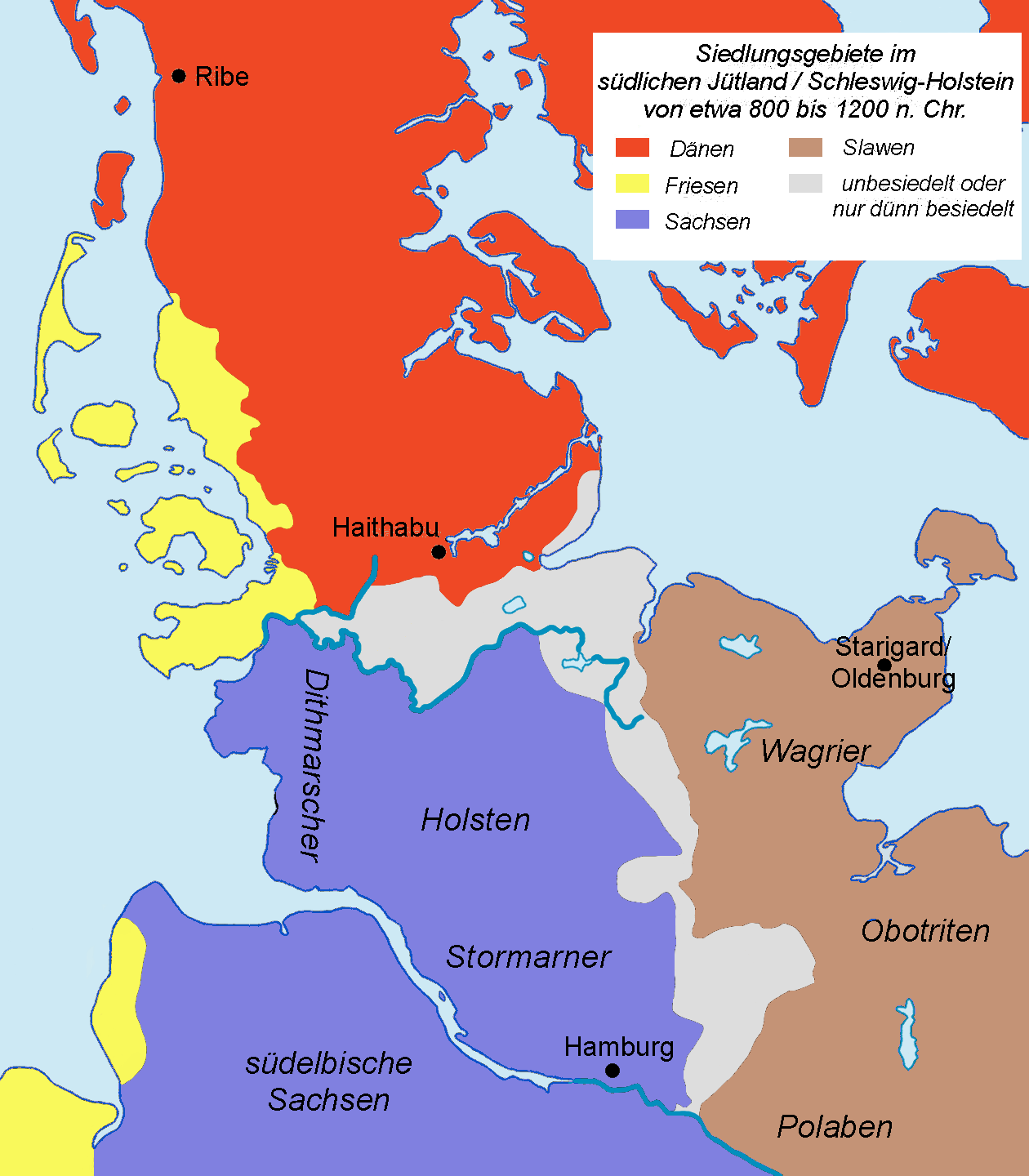
Mapa Šlesvicka-Holštýnska v l. 800–1100, šedomodře vyznačeny oblasti osídlené Sasy s kmenem Dithmarschů na nejzazším severozápadě

Staří Dithmarschové (zastarale česky Ditmarsové) byli jedním ze tří saských kmenů, který spolu s Holsaty a Stormary (zastarale Sturmarové) obýval tzv. Nordalbingii, oblast severně od dolního Labe u Hamburku, budoucí Holštýnsko. Zatímco Holsatové žili ve střední části země a Stormarové na jihu, připadla kmeni Dithmarschů nížinatá a velmi vlhká oblast na západě. Území Dithmarschí představuje chudou, nehostinnou oblast, pravidelně ničenou záplavami z dolního Labe a řeky Eidery, stejně jako přílivovými vlnami, které tu nejen dokáží zaplavit zemi mnoho kilometrů do vnitrozemí, ale jsou schopné také trvale potopit část pevniny do mělčin okolního wattového moře a dokonce přesouvat obrovské hromady písku ve formě celých ostrovů. Drsný život a náročné podmínky pro zemědělství vedly Dithmarsche k samostatnosti, izolacionismu a značnému sebevědomí. Zhruba v letech 1000–1200 nabrala na významu selská společnost tvořená jednotlivými rody, vzájemně propojenými propletencem příbuzenských svazků a především spříseženectví, čímž se do budoucna podařilo uchránit svárů a zajistit jednotu země a jejích obyvatel. Z Dithmarschí pocházel například i válečník Etheler, vojevůdce dánského krále Svena III. Celé Holštýnsko se navíc v 8.-11. století potýkalo s neustálými nájezdy zpočátku ještě pohanských Dánů a slovanských Vágrů a Obodritů. Zatímco se Holsatové a Stormarové politicky orientovali na Saské vévodství, rozkládající se na jih od Labe, udělil již v roce 1062 římský král Jindřich IV. Dithmarsche v léno hambursko-brémským arcibiskupům, resp. tehdejšímu arcibiskupovi Adalbertu z Gosecku, jehož ostatní državy byly od Dithmarschí odděleny mořem a ústím Labe. Arcibiskupové nejprve postoupili Dithmarsche hrabatům Udonům ze Stade, jejichž hrabství tak nyní leželo „utriusque ripae“, tedy na obou březích Labe, ale když roku 1144 sami dithmarschenští sedláci zavraždili v Bökelnburgu hraběte Rudolfa II. Udona, který se pokusil v Dithmarschích vybrat daně, převzali arcibiskupové raději zemi zpět do své ochrany. Sepětí Dithmarschí s arcibiskupským stolcem v Brémách zpočátku nenarazilo na odpor okolních vládců. Když v roce 1111 saský vévoda Lothar ze Supplinburgu udělil v léno nově zřízené Holštýnské hrabství Adolfovi I., urozenému pánovi ze Schauenburgu, jeho lenní list zahrnoval jen Holštýnsko a kraj Stormarn, nikoli Dithmarsche. Ostatně i po vraždě hraběte Rudolfa II. ze Stade nařídil saský vévoda Jindřich Lev Dithmarschenským po trestné výpravě proti nim, aby holštýnským hrabatům za trest pouze platili tribut, ale neudělal z nich holštýnské poddané. Teprve Adolfův vnuk, hrabě Adolf III., obdržel roku 1190 od císaře Fridricha Barbarossy lenní list také na Dithmarsche. Hrabě se však již nestihl svých práv jakkoli domoci, protože roku 1201 vpadlo do země od severu dánské vojsko krále Knuta VI. a s pomocí králova synovce, hraběta Albrechta II. z Orlamünde, celou zemi včetně Dithmarschí obsadilo, zatímco Adolf musel uprchnout. Když se roku 1227 po bitvě u Bornhövedu podařilo hraběti Adolfu IV., synovi mezitím zemřelého Adolfa III., vyhnat Dány a znovu se ujmout vlády v Holštýnsku, nebyla již otázka vlády v Dithmarschích na pořadu dne a lenní list byl zapomenut. Sedláci v Dithmarschích, kteří se v době dánské okupace zdokonalili v metodách partyzánského boje, se stáhli do izolace a znovu formálně uznali lenní vládu arcibiskupů za mořem. Tato izolace ovšem neznamenala, že by se zdejší sedláci nepouštěli do neustálých potyček se sedláky z okolních hraběcích vsí nebo se nevěnovali námořnímu lupičství, a to nejen, pokud šlo o vykrádání lodí, které v Dithmarschích při ztroskotání najely na pevninu, ale i o aktivní přepady volném moři, postihující především hamburské obchodní hanzovní kogy severně od ústí Labe.

## Politika, hospodářství, samosprávné instituce

### Správa a politika

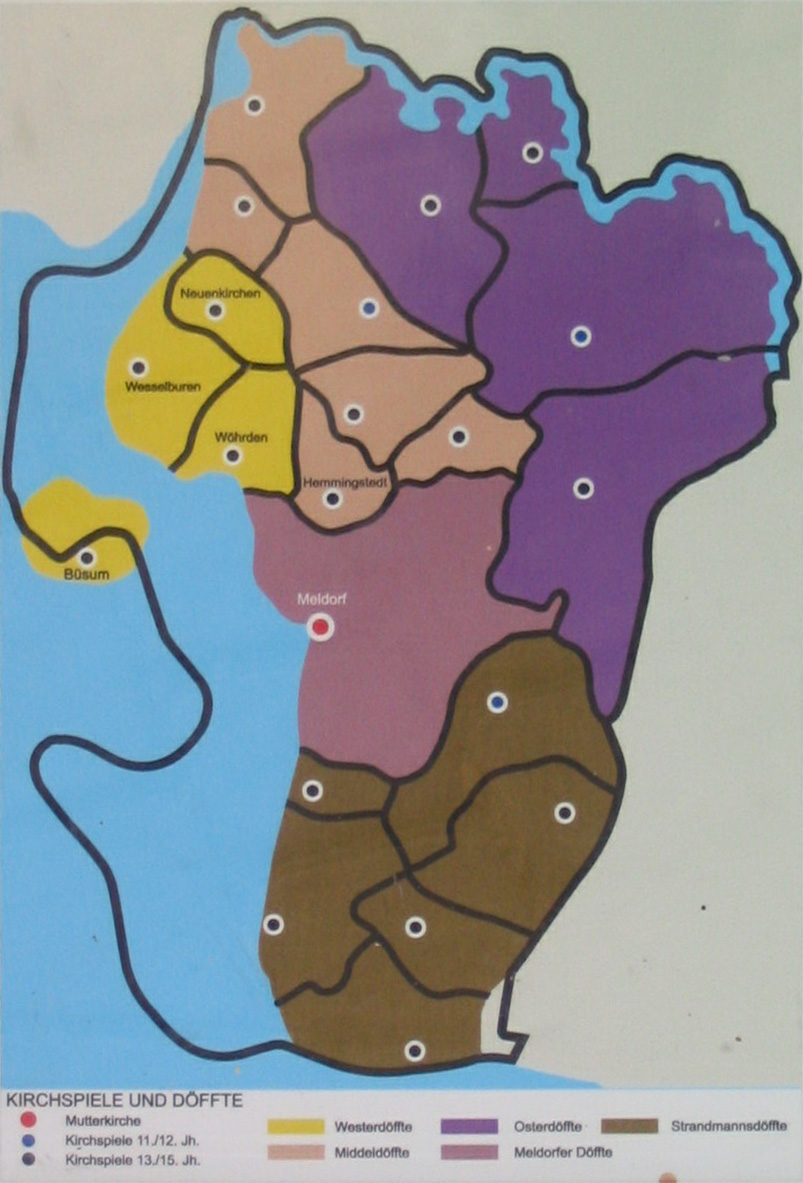
Mapa dithmarschenských farností (dofftů) s pěti hlavními „dofftovými sdruženími“. Barevné plochy odpovídají pobřežní linii ve 12. století, černě pobřežní linie současná

V politickém životě Dithmarschí hrály od počátku christianizace klíčovou roli farnosti. Osady v Dithmarschích patří k vůbec nejstarším v celém Šlesvicko-Holštýnsku a osada Meldorf (původně Melthenthorp), první „hlavní město“ v Dithmarschích zbudovala svůj kostel již mezi lety 814–824, v souvislosti s tažením Karla Velikého proti Sasům. Meldorfská farnost se brzy stala, také díky podpoře arcibiskupů, jakousi vrchní farností v Dithmarschích. Dalšími „prafarnostmi“ (Urkirchspiele), tedy farnostmi, vzniklými do roku 1140, se staly dceřiné farnosti v Tellingstedtu, Süderhastedtu, Wellingstedtu, Lundenu, Büsumi a Brunsbüttelu. Zpočátku relativně pevné spojení arcibiskupství s Dithmarschemi zapříčinilo, že v Dithmarschích vznikla síť farní organizace dříve, než v Holštýnsku a Šlesvicku. Nejvíce se však prosadil Meldorf a sním čtyři další farnosti, o něco mladšího data založení než prvních šest meldorfských dceřiných farností. Pěti hlavním farnostem podléhaly další, postupně zakládané filiální fary, ovšem postavení těchto pěti hlavních farních městysů zůstalo neotřesené. Šlo o fary v Meldorfu, Wesselburenu, Hemmingstedtu, Marne a Albersdorfu. Po zřízení dalších, podřízených farností, však začaly být tyto „vyšší“ farnosti nazývány jen podle světových stran, kde ležely, s dodatkem „dofft“, což v místním nářečí Plattdeutsch značilo farní obvod. Pouze Meldorfské doffty byly nadále nazývány podle místního jména centrální fary. Celé rozdělení na vyšší a nižší farnosti nemělo nic společného s hierarchií v katolické církvi, která rozlišuje např. mezi vikariáty a farnostmi. Ze všech „dofftů“ měl pouze ten meldorfský nadřazené postavení bývalého misijního kostela a posléze odloučeného proboštství brémské katedrální kapituly. Při dělení na nadřazené a podřízené farnosti se vycházelo z potřeby vytvořit správní a daňový systém, protože v zemi neexistovala jiná správa, než církevní, a také tu nebyly žádné šlechtické statky, které by zemi přirozeně dělily hranicemi panství (nejpozději od konce 13. století se v zemi již nevyskytovala jakákoli šlechta). Selským rodům se podařilo úplné potlačení všech pokusů o zavedení vrchnostenské úřední správy, a to do takové míry, že i arcibiskupská, zeměpanská hospodářská správa přenechalo přímo v Dithmarschích svůj výkon selské samosprávě.
V rámci spojených dofftů (far) tak vznikla následující „dofftová sdružení“:
- Meldorfské doffty (5 farností s centrem v Meldorfu)
- Střední doffty ( 6 farností s centrem v Hemmingstedu)
- Severní doffty (4 farnosti s centrem ve Wesselburenu)
- Východní dofty (4 farnosti s centrem v Albersdorfu)
- Pobřežní doffty (jih země, 6 farností s centrem v Marne)

Původně zajišťoval správu v Dithmarschích arcibiskupský fojt (advocatus), sídlící v Meldorfu a dosazovaný výhradně arcibiskupem. V roce 1281 se však prosadila praxe pěti fojtů, které si volili sami sedláci v rámci pěti hlavních dofftových sdružení, které jednotliví fojtové, arcibiskupy napříště již jen potvrzovaní, zastupovali. Všechny farnosti v rámci jednoho z pěti obvodů tak začaly volit světské zástupce své „skupiny dofftů“ řídících hlavní farnost a podílející se jedním z pěti hlasů na řízení celé země. Od toho byl jen krok k vytvoření, resp. spíše uznání celozemského sedláckého sněmu složeného jednak ze zástupců pěti vrchních obvodů, jednak, pokud šlo o vážnější záležitosti, složeného ze všech dospělých mužů v Dithmarschích. Ten se začal scházet přímo v interiéru meldorfského kostela Sv. Jana Apoštola. Volení zástupců nijak neovlivňovalo vlastní náboženský život farností, neboť dosazování konkrétních farářů zůstalo v rukou církevní správy, v tomto případě arcibiskupů z Brém. Svolávání sněmů všech mužů v rámci dofftů, dofftových okrsků i celých Dithmarschí vycházelo z tradice prastarých holštýnských institucí které měly kořeny snad ještě ve vikinské demokracii. Šlo o tzv. Go-Ting (též Goding), sněm všech svobodných mužů, sedláků i šlechty, který se sice naposledy sešel ještě v roce 1602, ovšem již hrabě Adolf I. před polovinou 12. století jeho vliv v Holštýnsku výrazně omezil. Stejně dopadla i druhá instituce, tzv. Loding, církevní župní soud, kde musela samospráva spolu s církví rovněž ustoupit světskému zeměpánovi, v tomto případě prvním holštýnským Schauenburgům. Zatímco tedy v Holštýnsku vliv starých kmenových nástrojů vlády slábl, byl vývoj v Dithmarschích přesně opačný.

### Hospodářství

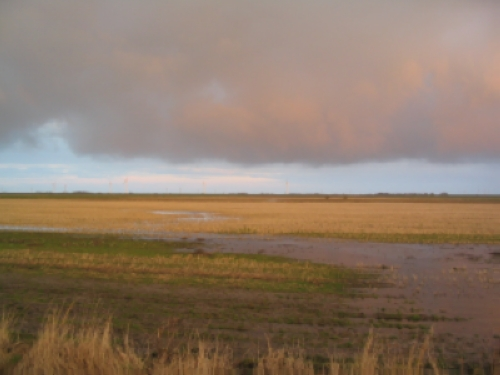
Westerkoog v dnešním Zemském okresu Dithmarsche: typická krajina na půdě získané z moře

Původní Dithmarsche zaujímaly ve 12. století pouze asi dvě třetiny nynější rozlohy. Místní sedláci vytrvale rozšiřovali své polnosti budováním poldrů v moři, nazývaných zde Koog (j. č.). V hospodářském životě Dithmarschí hrálo hlavní roli pěstování ovsa, ječmene, zelí a lnu. Významný podíl z příjmů představovalo pochopitelně také rybářství, zejména lov sleďů a následný prodej slanečků. Vysoušení moře pomocí výstavby nových koogů přinášelo v průběhu středověku i novověku ovoce a sedláci, kteří dokázali přežít období neúrody a přírodní katastrofy v podobě přílivových vln své statky dokázali výrazně zvětšit nejen směrem do moře, ale i koupěmi polí od těch statkářů, kteří byli méně úspěšní. Bohatá selská vrstva se stále více začala podílet na politickém životě dofftů, zároveň s tím se ale také zvyšoval podíl bohatých sedláků v rámci veškerého obyvatelstva, protože ti ze sedláků, kteří se v náročných podmínkách nedokázali uživit, Dithmarsche obvykle opouštěli a usazovali se v Holštýnsku, Severním Frísku či jinde. Zámožnější i méně zámožní sedláci a jejich podruzi si také významně přilepšovali pirátstvím.

## „Republika“ v období válek se Schauenburgy a na vrcholu moci

Současné správní členění Šlesvicka-Holštýnska. Dnešní zemský okres Dithmarsche, na mapě pod č. 1, prakticky přesně odpovídá rozloze původní selské republiky.

Dithmarsche se po vyhnání Dánů staly fakticky již nezávislou zemí. Přes snahu o izolaci občas vstupovaly i do politických vztahů s okolními feudálními státy. Roku 1283 uzavřely s hrabětem Gerhardem I. z Holštýnska-Itzehoe a hrabětem Johannem I. z Holštýnska-Kielu obranný spolek namířený proti Dánsku a zpočátku také proti hanze. Ovšem již roku 1317 dithmarschenští sedláci spojenectví z neznámého důvodu porušili a ozbrojení rolníci vpadli do Holštýnska. Hrabě Gerhard III. Holštýnsko-Rendsburský se pokusil o trestnou výpravu složenou z holštýnského rytířstva, a rytířů 14 spojeneckých říšských vládců, např. meklenburského knížete Jindřicha II. či hraběte Bernarda z Gützkowa. Armáda o odhadované síle 6–10 tisíc mužů však byla Dithmarschenskými vlákána do bažin a tam 7. září 1319 krvavě rozdrcena v bitvě u Wöhrdenu. Hrabě Gerhard sice bitvu přežil, ale všech 14 spojeneckých pánů, a dvě až tři tisícovky rytířů v bitvě padly. Obě vyčerpané strany podepsaly příměří a šlesvicko-holštýnští Schauenburgové opět netrvali na uplatnění litery lenního listu z roku 1190. Byli to však znovu sami Dithmarschenští, kdo příměří v roce 1403 porušil. Gerhard VI. Holštýnsko-Rendsburský, hrabě holštýnský a vévoda šlesvický se opět vydal na trestnou výpravu, která si tentokrát vytkla za cíl definitivně Dithmarsche dobýt a připojit k Holštýnsku. Gerhard VI., kterému se krátce předtím povedlo sjednotit pod svou vládu téměř celé Holštýnsko a navrch před Dány uhájit většinu Šlesvicka, měl na získání Dithmarschí pochopitelně zájem a předchozí nájezdy místních sedláků mu byly příhodnou záminkou k útoku. V bitvě u Süderhamme, 4. srpna 1404 však bylo jeho vojsko složené z rytířů a žoldnéřů rozdrceno a vévoda sám byl v bitvě zabit. Vyhlášení otevřeného nepřátelství se Schauenburgy vedlo ke změnám v zahraniční i vnitřní politice selské republiky. Zástupci sedláků se snažili uzavřít pevné spojenectví s hanzovními městy, zejména se sílícím Hamburkem, který byl sice formálně schauenburským lénem ve Stormarech (svobodným říšským městem se de jure stal až v roce 1510), ovšem fakticky byl bohatým a vlivným hanzovním městem se silnou flotilou, která se již za války v l. 1403/04 postavila na stranu Dithmarschenských a zadržovala holštýnské čluny v přístavech. Pevnějšímu spojenectví ale bránily jižní doffty (Strandmannsdöffte), které těžily nemálo z pirátství, páchaném na hamburských lodích, a odmítaly se podřídit „centrální vládě“ v Meldorfu. Teprve v roce 1434 se přes odpor jižních dofftů podařilo všem „venkovským“ dofftům prosadit mírovou dohodu a dokonce spojenectví s Hamburkem a o rok později se k dohodě připojily i centrální meldorfské doffty. Od počátku 14. století a bojů s Holštýnskem se stále více výkonných pravomocí přesouvalo ze sněmu všech dospělých mužů na kolegium delegátů farností, jejichž počet se ustálil na 25. Hlasovalo se v počtu jeden delegát na jednu farnost, ale v praxi se scházelo jen 19 delegátů, protože jižní doffty se odmítaly účastnit, neboť by se musely vzdát pirátství. V době války přebíralo veškerou moc pět fojtů, vybíraných ze zástupců každého z pěti dofftových společenství. V době válečného ohrožení se také zapojoval i fojt z jižních dofftů, které byly jinak zcela pasivní. Byly-li Dithmarsche ve válce, nescházel se ani sněm dospělých mužů a kolegium pěti fojtů mělo takřka diktátorské pravomoci. Sněmu všech dospělých svobodných sedláků však nadále zůstávala faktická zákonodárná moc, sněm měl právo hlasovat o zrušení starých a vyhlášení nových zákonů, o válce a míru, nebyla-li válka vnucená Dithmarschím protivníkem, a také o hlavních záležitostech obchodu a dopravy. Sněm byl považován za usnášeníschopný, pokud se do meldorfského kostela dostavilo alespoň 400 mužů.

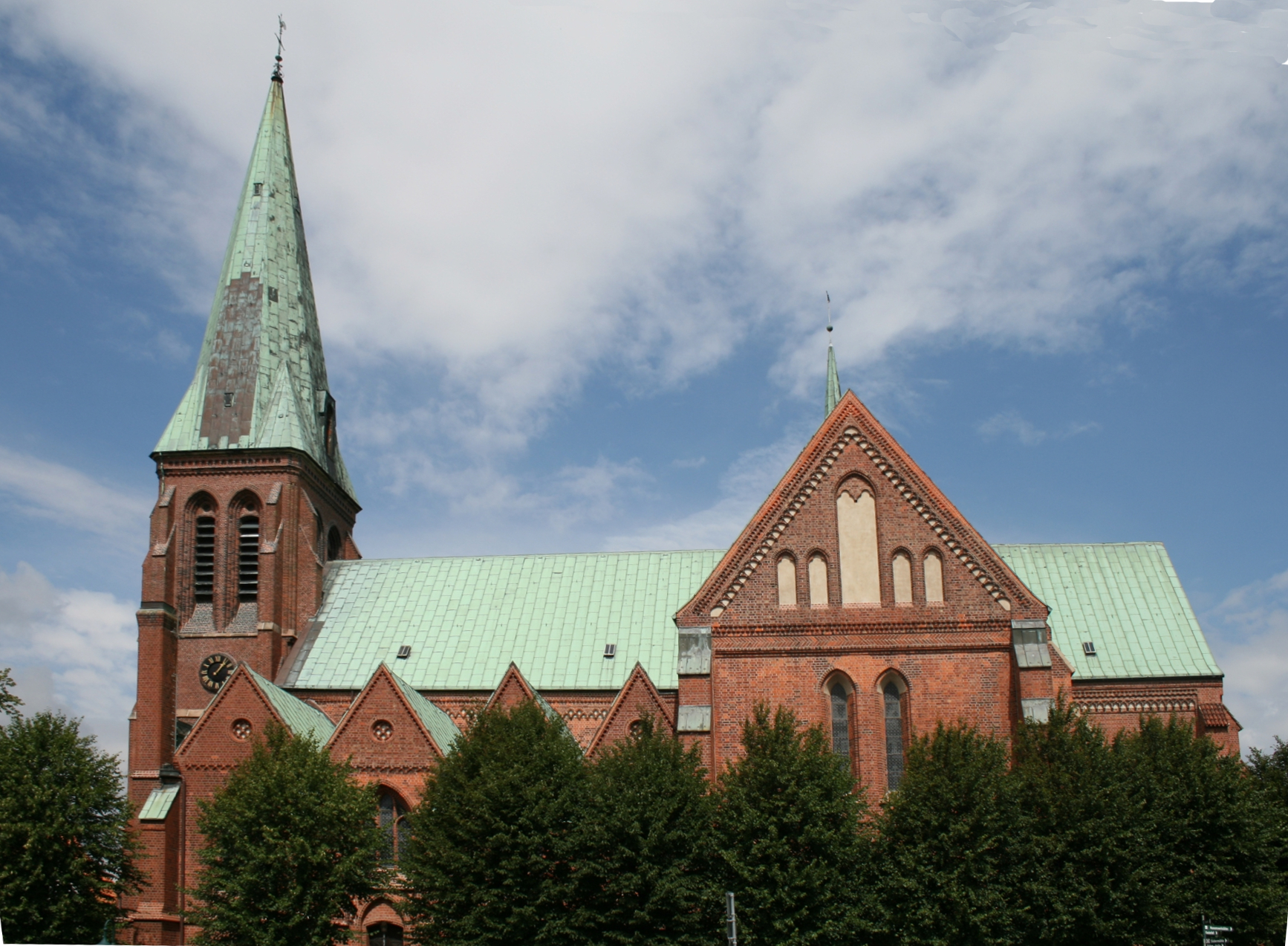
Proboštský kostel Sv. Jana Apoštola v Meldorfu zvaný „Dithmarschenská katedrála“. Místo konání sněmů všech dospělých mužů země

V roce 1447 byl systém reformován když bylo vydáno Dithmarschenské zemské zřízení, které někteří historikové nadsazeně považovali za skutečné datum vzniku republiky svobodných sedláků, aniž by připouštěli její existenci i před tímto rokem. Jisté však je, že již tehdy velice slabá závislost Dithmarschí na arcibiskupech se od toho roku stala čistě formální, i když oficiálně nebyla nikdy ze strany sedláků vypovězena nebo zpochybněna. Zemské zřízení znamenalo první zavedení úřednické hospodářské správy, ačkoli „vrchností“ byli sami sedláci. Nové zřízení ukládalo pěti hlavním farním společenstvím vysílat na sněm po 12 delegátech, vybraných v rámci okrsku dle uvážení místních. Těchto 60 delegátů se napříště již nemělo scházet v Meldorfu, který zůstal vyhrazen pro celozemský sněm všech svobodných mužů se stále menším vlivem, nýbrž v Heide, rychle se rozrůstajícím trhovém městečku severně od Meldorfu. Heide bylo vybráno, ačkoli nepatřilo ani mezi pět hlavních farností, ani mezi šest „prafarností“ založených z Meldorfu. Jižní doffty se však opět odmítaly účastnit, a tak vládu v „republice“ tvořil sbor pouze 48 doživotně volených zástupců. Ona „Osmačtyřicítka“, jak se zakrátko začalo oficiálně říkat, se skládala většinou z nejbohatších sedláků a od konce 15. století v jejích řadách nechyběly ani univerzitně vzdělané osoby. K nejvýznamnějším a nejbohatším rodům, z nichž pravidelně pocházeli členové „Osmačtyřicítky“ patřili např. Vogdemannové, jejichž jméno zjevně pochází z pravidelného zastávání fojtského úřadu, nebo Swinové. Instituce pěti „válečných fojtů“ zůstala i v novém zemském zřízení zachována.

## Bitva u Hemmingstedtu a zánik selské republiky

### Obnovení sporů
V roce 1459 zemřel poslední Schauenburg z holštýnsko-rendsburské větve, hrabě a vévoda Adolf VIII. A o rok později prosadily zemské stavy v Ribe smlouvu, která ustanovila za nového zeměpána v Holštýnsku i Šlesvicku dánského, norského a švédského krále, Kristiána I. Oldenburského. Ten obdržel 26. května 1473 od císaře Fridricha III. lenní list také na Dithmarsche a o rok později, 15. února, Fridrich v Rothenburgu ob der Tauber, během své poutnické cesty do Říma, povýšil také Holštýnsko na říšské vévodství s právy říšského knížete a privilegiem hlasovat na říšském sněmu. V císařském privilegiu se ale jasně psalo, že vévodství Holštýnské se skládá z hrabství Holštýn a Stormary, z Vágrie (německy Wagrien, oblast na východě země, původně osídlená slovanskými Vágry) a ze země Dithmarsche (districtum Ditmarsiae). Král Kristián se oprávněně obával, že pokud svou vládu neprosadí také na území Dithmarschí, může o svůj vévodský titul přijít z důvodu nevyužívání získaného privilegia. Císařský výnos naopak vylekal nejen dithmarschenské sedláky, ale i brémské arcibiskupy, kteří již za válek se Schauenburgy Dithmarschské proti svým nepřátelům, holštýnským hrabatům, podporovali. Arcibiskup Jindřich II. ze Schwarzburgu si nejprve právní cestou stěžoval papeži Sixtu IV., který v roce 1477 arcibiskupský nárok bez námitek uznal, postavil se ve sporu na Jindřichovu stranu a výslovně alespoň potvrdil církevní příslušnost Dithmarsche k brémské katedrální kapitule, protože o záležitostech světských říšských lén přímo rozhodovat nemohl. Tam kde neuspěli papež a arcibiskup byla nakonec roku 1487 úspěšná „Osmačtyřicítka“, které se podařilo přimět císaře, aby své oblénění Dithmarschemi vzal zpět, což ale zase odmítl akceptovat nový dánský král Jan I. V prvních desetiletích po roce 1459 byl ale spor s Dithmarschí znovu zatlačen do pozadí, neboť král Kristián I. měl konflikty s hanzou a navíc sháněl peníze na vyplacení svého bratra Gerharda a hrabat schauenbursko-pinneberských za jejich zřeknutí se dědických nároků na Holštýnsko. Po Kristiánově smrti si navíc v roce 1490 Šlesvicko-holštýnské vévodství rozdělili nový král Jan a jeho bratr, vévoda Fridrich Gottorpský. Zúčtování s Dithmarschemi tak opět odložilo vzájemné vyjasňování nároků obou zeměpánů na to, který z nich, případně v jakém vzájemném podílu, mohou v Dithmarschích vybírat daně. V roce 1499 však oba šlesvicko-holštýnští vévodové požadovali společně a po vzájemné dohodě po dithmarschských sedlácích každoroční platbu 15 000 lübeckých marek, plná uznání své svrchovanosti a také výstavbu tří pevností v Dithmarschích na náklady místních: v Brunsbüttelu, v Meldorfu a při ústí Eidery do moře. Za to byli ochotní přijmout Dithmarschenské pod svou vládu jako svobodné sedláky a zaručit jim, že nebudou v budoucnu znevolňováni. Hrdí svobodní sedláci ovšem odmítli. Oběma zeměpánům nevadilo jen toto odmítnutí, ale také skutečnost, že Dithmarschenští bez povolení lovili drahé a kvalitní sledě v okolí ostrova Helgoland, který si i s lovišti nárokovali z titulu vévody šlesvického oba vévodové, zejména pak král Jan.

### Bitva u Hemmingstedtu

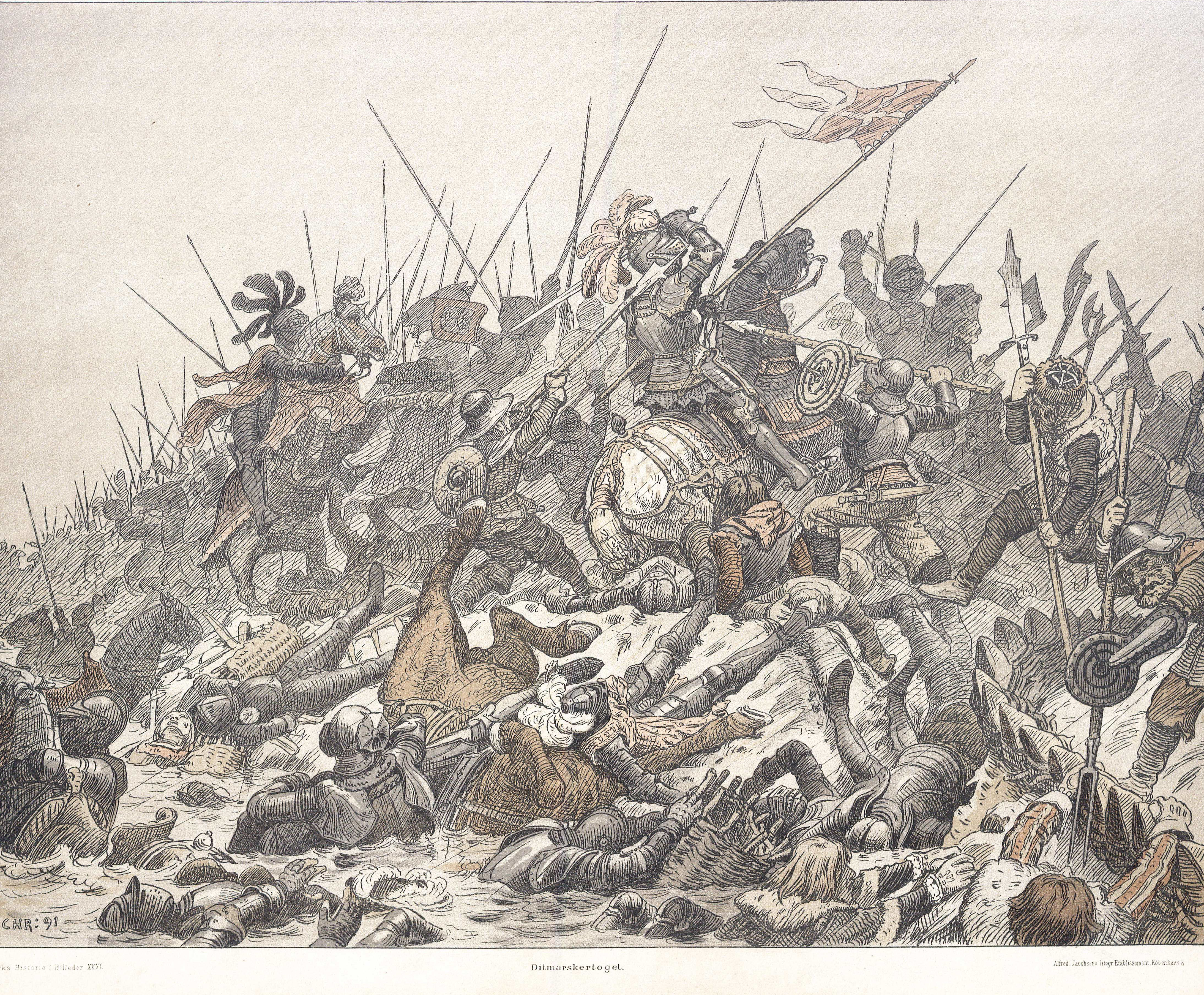
Bitva u Hemmingstedtu (Rasmus Christiansen, kol. roku 1900)

Oba vladaři znovu povolali na tažení zemskou šlechtu, své příbuzné, oldenburská hrabata Adolfa a Ottu, rytíře a šlechtu z Dánska, Norska i Švédska, a zejména tzv. Šlesvicko-holštýnské rytířstvo (Ridderskaab), pod vedením horlivého Hanse von Ahlefeld, pána na statku Gelting v šlesvickém kraji Angeln. Svolávané vojsko však netvořila pouze zemská šlechta, dychtící po odplatě za minulé porážky, ale také elitní žoldnéřská jednotka 4000 landsknechtů, sdružených v proslulé „Černé gardě“, jejíž služby v té době často využíval římský král Maxmilián I., a které se objevovala na mnoha bojiští velké části Evropy. Garda vedená plukovníkem (Oberstem) Thomasem Schleinitzem (zvaným též Slenz) tvořila nejsilnější složku ze zhruba 12 000 vojska (podle jiných zdrojů až 18 000), které se shromáždilo 28. ledna 1500 v holštýnském Neumünsteru. Vojsko mělo nad Dithmarschenskými zhruba dvojnásobnou převahu. Díky dithmarschenskému duchovnímu a kronikáři, Johannu Adolfu Kösterovi, zvanému Johannes Neocorus, jsme dobře informováni o okolnostech tažení. 11. února vojsko vyrazilo po staré obchodní stezce do Dithmarschí, minulo Hanerau, Grünenthal, Holstenau a Gieselau a obsadilo bez boje hlavní město Meldorf, kde zanechalo nového místodržícího a vyvěsilo na hlavním kostele Danebrog. Dithmarschenští se pod vedením Wulfa Isebranda, místního sedláka původem snad z Nizozemí, stáhli k severu na pahorek u Hemmingstedtu, kde se 17. ledna opevnili a odkud chtěli v případě porážky stáhnout k silně opevněnému městečku Büsum na severozápadě. Ironií osudu stál tento pahorek pouhé čtyři kilometry jihovýchodně od historického bojiště Wöhrdenu. Mnozí ze sedláků mohli využít svých zkušeností z předchozí žoldnéřské služby v Černé gardě a tedy své znalosti nepřítele. Přestože královští opanovali většinu země, podařilo se Dithmarschenským znovu, tak jako v l. 1319 a 1404, vylákat nepřítele z výše položených geestových, písečnatých oblastí do zavodněných marší na západě země, do oblasti získané z moře vysoušením a stavbou koogů. Oblasti, kterou členilo množství umělých kanálů i přirozených příkopů s četnými jezy. Zhruba 6000 ozbrojených sedláků na Isebrandův rozkaz rozestavilo sev. od Meldorfu zábrany, kde rozmístilo svou nepočetnou artilerii a následně otevřelo jez u Ketelsbüttelu, čímž zaplavilo celou okolní krajinu včetně nepřátelské armády postupující k severu. V lednových mrazech začala voda kolem dánské armády rychle zamrzat a tvořit náledí. Sedláci na hemmingstedském pahorku, ozbrojeni většinou jen napřímenými kosami a dlouhými noži, odložili přilby a nepočetné kyrysy a zaútočili na znehybněné, těžce oděné královské vojsko. Bitva se z pohledu královských změnila spíše na masakr, při kterém padly nejméně dvě až tři tisícovky rytířů, mezi nimi obě oldenburská hrabata, Hans von Ahlefeld a mnoho rytířů z Ridderskaab a také nejméně 800 landsknechtů z Černé gardy včetně samotného Thomase Slenze. Dithmarschským se podařilo dánské vojsko nejen porazit, ale tím, že ukořistili Danebrog královské také krutě ponížili. Pro Černou gardu znamenala bitva u Hemmingstedtu nezahojitelný šrám na pověsti, ze kterého se již nikdy nevzpamatovala a po bitvě až do konečného zániku gardy v roce 1528 následoval její pomalý úpadek. Utrpěla ale i reputace krále Jana a Ridderskaab. Přestože král a zemská šlechta byli připraveni k odvetnému útoku, umírněný vévoda Fridrich, budoucí dánský král, přesvědčil Jana, aby nepřátelství ukončil. Když se pak Fridrich stal roku 1523 králem jako Frederik I., uzavřel dokonce se selskou republikou jakousi „smlouvu o neútočení“.

### Poslední svár
V následujících letech a desetiletích opět ve Šlesvicku-Holštýnsku převládly jiné problémy, jako nástup reformace, který postihl i Dithmarsche a také tzv. Hraběcí svár, boj o dánský trůn, z nějž vyšel vítězně šlesvicko-holštýnský vévoda Christian Oldenburský, a který napravil pošramocenou válečnickou pověst zemské Ridderskaab. Selská republika, řízená „Osmačtyřicítkou“ podporovala spolu s některými hanzovními městy králova protivníka, hraběte Christopha Oldenbursko-Skånského. Když Christian nastoupil jako Kristián III. na dánský a norský trůn, byl v souladu s tradicí obléněn říšským lénem: Holštýnským vévodstvím. Lenní list císaře Karla V. z roku 1548 znovu výslovně uváděl Dithmarsche jako součást Holštýnska a vládu v Dithmarschích jako součást říšského léna. Nebyl to první lenní list vydaný Karlem V. a zahrnující Dithmarsche. Stejný obsah měl i list z roku 1521, který Karel V. vydal, ještě jako římský král, dánskému králi Kristiánovi II., který byl ale pouhé dva roky po vydání listu dánskou šlechtou sesazen. List z roku 1548 se ovšem nevztahoval jen na krále Kristiána III., ale byl císařem udělen hned třem vládcům najednou. V roce 1544 totiž Kristián III. rozdělil Šlesvicko a Holštýnsko rovným dílem mezi sebe a své dva nevlastní bratry: Adolfa Gottorpského a Johanna Haderslebenského, načež titul vévody šlesvického a holštýnského spolu s vládou v těchto zemích připadl třem vládcům najednou. Na tři díly se tak rozdělil i teoretický nárok na vládu v Dithmarschích. Dithmarschenští využili půl století oddychu po bitvě u Hemmingstedtu k prohlubování spojenectví s hanzou, zejména s městy Hamburkem a Lübeckem, se kterými mělo Dánsko nevyjasněné a spíše nepřátelské vztahy. Zajímavé je, že příchod reformace nijak výrazně neovlivnil dobré a opatrovnické vztahy arcibiskupů k republice. Arcibiskupství totiž nadále, tak jako dříve, využívalo Dithmarschí ke své protidánské politice a sedláci se na druhou stranu nepokusili vyvázat ze světské závislosti na katolických duchovních knížatech, ale pouze vyměnili svou liturgii za protestantskou. Navíc se arcibiskupství dostávalo počátkem novověku do vážných potíží, způsobených jak reformací, tak velkými finančními potížemi, které vedly k tomu, že místní zemské stavy si vynutily převzetí vlády v Brémském knížecím arcibiskupství fakticky do svých rukou. Arcibiskup Georg Brunšvicko-Wolfenbüttelský změny ve své zemi toleroval a jeho podíl na moci a vládě dále slábl.

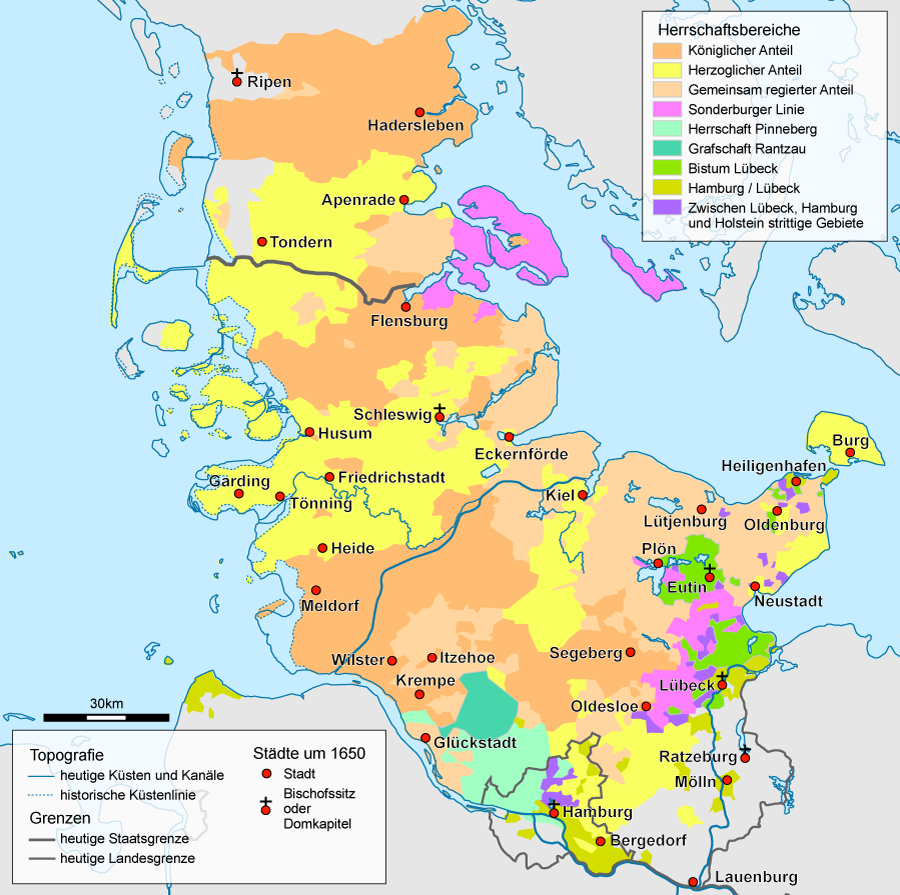
Mapa Šlesvicka-Holštýnska kolem roku 1650 ukazuje rozdělení Dithmarschí po roce 1581. Jižní část kolem Meldorfu je v královských rukou, severní kolem Heide v rukou vévodů šlesvicko-holštýsko-gottorpských.

Když počátkem roku 1559 nastoupil na trůn nový dánský král, Frederik II., změnila se politika země vůči Dithmarschím prakticky přes noc. Frederik na rozdíl od otce, Kristiána III., vyslyšel opakované žádosti strýce Adolfa Gottorpského o konečnou pomstu na Dithmarschenských zahájil tažení, které se v historiografii označuje jako „Poslední svár“ (Letzte Fehde). 29. dubna podepsali král a vévoda Adolf v holštýnském Nortorfu tzv. „Ujednocení nad válkou proti Dithmarschím“ kde se výslovně psalo o „potrestání rebelujících poddaných“. Ke smlouvě záhy přistoupil i vévoda Johann Haderslebenský a 18. května bylo v holštýnském Hohenwestedtu blízko dithmarschenských hranic oficiálně předáno písemné vyhlášení války zástupcům „Osmačtyřicítky“. Sedlákům tentokrát nepřišel na pomoc ani jejich lenní pán a ochránce: kníže-arcibiskup brémský, Georg Brunšvický, ale ani spojenci z řad hanzovních měst. 22. května se vojsko tří vévodů o síle zhruba 17 000 mužů vydalo na pochod. Žádný ze tří zeměpánů se tentokrát tažení neúčastnil osobně. Vojsko, složené hlavně z Ridderskaab a rytířských ozbrojených družiníků vedl místní šlechtic Johann Rantzau, vererán z doby Hraběcího sváru a jeho nejbližší přímí podřízení: příbuzný Daniel Rantzau a Hans von Ahlefeld, pán na šlesvickém Seegaardu, pravnuk rytíře stejného jména, který padl u Hemmingstedtu. Vojsko zamířilo přímo do nitra země, přes Albersdorf na západ, a podařilo se mu porazit zhruba 12 000 ozbrojených sedláků. Následně byl obsazen Meldorf a pak i „nové hlavní město“ Heide, sídlo sněmů „Osmačtyřicítky“.

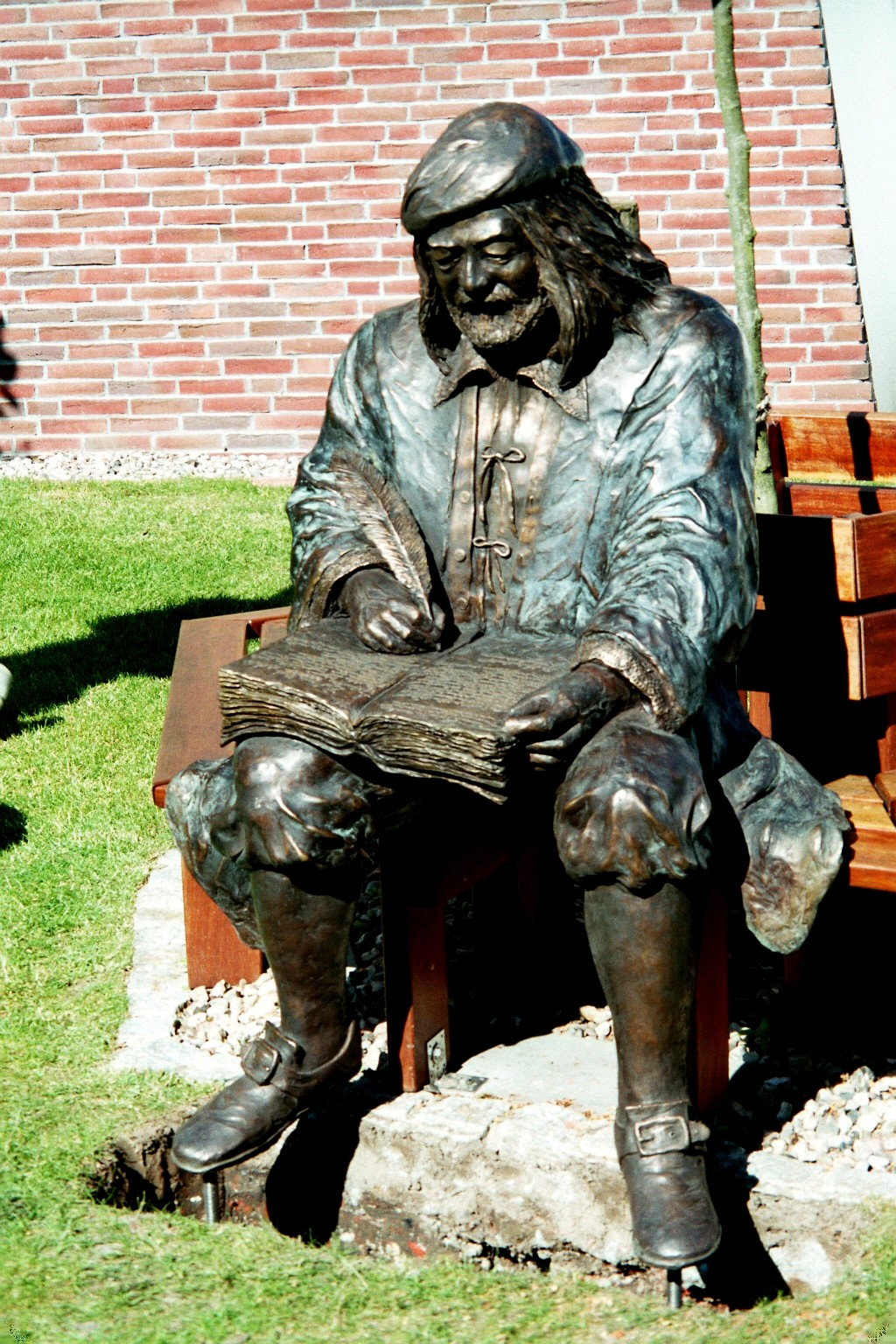
„Neocorus“ – bronzová plastika zpodobňující Johanna Neocora, autora „Dithmarschenské kroniky“. Jens Rusch, Neocorus-Platz, Büsum.

Existence selské republiky tím byla definitivně ukončená. Vévodové si Dithmarsche rozdělili rovným dílem, tak jako předtím zbytek Šlesvicka-Holštýnska. Králi připadl jih země s centrem v Meldorfu, vévodovi Johannovi střed se střediskem v Heide a Adolf Gottorpský získal sever se střediskem v Lundenu, hraničící se Severním Frískem. Roku 1581, po smrti Johanna Haderslebenského, si pak Frederik a Adolf rozdělili ještě střed země rovným dílem a vévoda Adolf tím mj. jiné získal Heide, kam přesunul správní středisko svého údělu. Osmačtyřicítka byla rozpuštěna a správa země podřízena třem, později dvěma fojtům (pro každý vévodský úděl jeden). Zatímco v královském údělu bývalé republiky byli rolníkům vydána jen relativně malá privilegia a došlo i k jistému mírnějšímu znevolňování a budování šlechtických statků (např. Kleinhastedt či Friedrichshof u Dingenu), pak v části gottorpské nedošlo k bezprostřednímu omezování selských svobod, rolníci nebyli znevolňováni, do severních Dithmarschí nepřicházela šlechta. Dokonce ani na královském údělu, kde panoval přísnější režim, nebyla ukončena existence meldorfského sněmu všech zbývajících dospělých svobodných mužů. Jeden z nejvýznačnějších členů „Osmačtyřicítky“, Markus Swin, se stal fojtem v části země, která připadla Adolfovi Gottorpskému. Gottorpská část Dithmarschí obdržela status tzv. „Landschaft“ (doslova krajina), kterýmžto pojmem se v severním Německu označovaly stavovsko-samosprávné celky. Dithmarsche si tak spolu s např. ostrovem Fehmarn či severním Frískem udržely něco ze svých svobod a nebyl v nich zaveden plný feudální systém. Jistou poslední ozvěnou starého povědomí o svobodách bylo selské povstání v dubnu 1628. Nebylo však namířené proti Dánsku, ale naopak na jeho podporu. V té době okupovala Holštýnsko armáda Albrechta z Valdštejna a vlastní příčinou povstání se stal výpad dánského vojska do Dithmarschí z obležené dánské pevnosti Glückstadtu. Povstání bylo brzy Valdštejnovou armádou rozdrceno.

## Mezinárodní srovnání a zhodnocení významu selské republiky

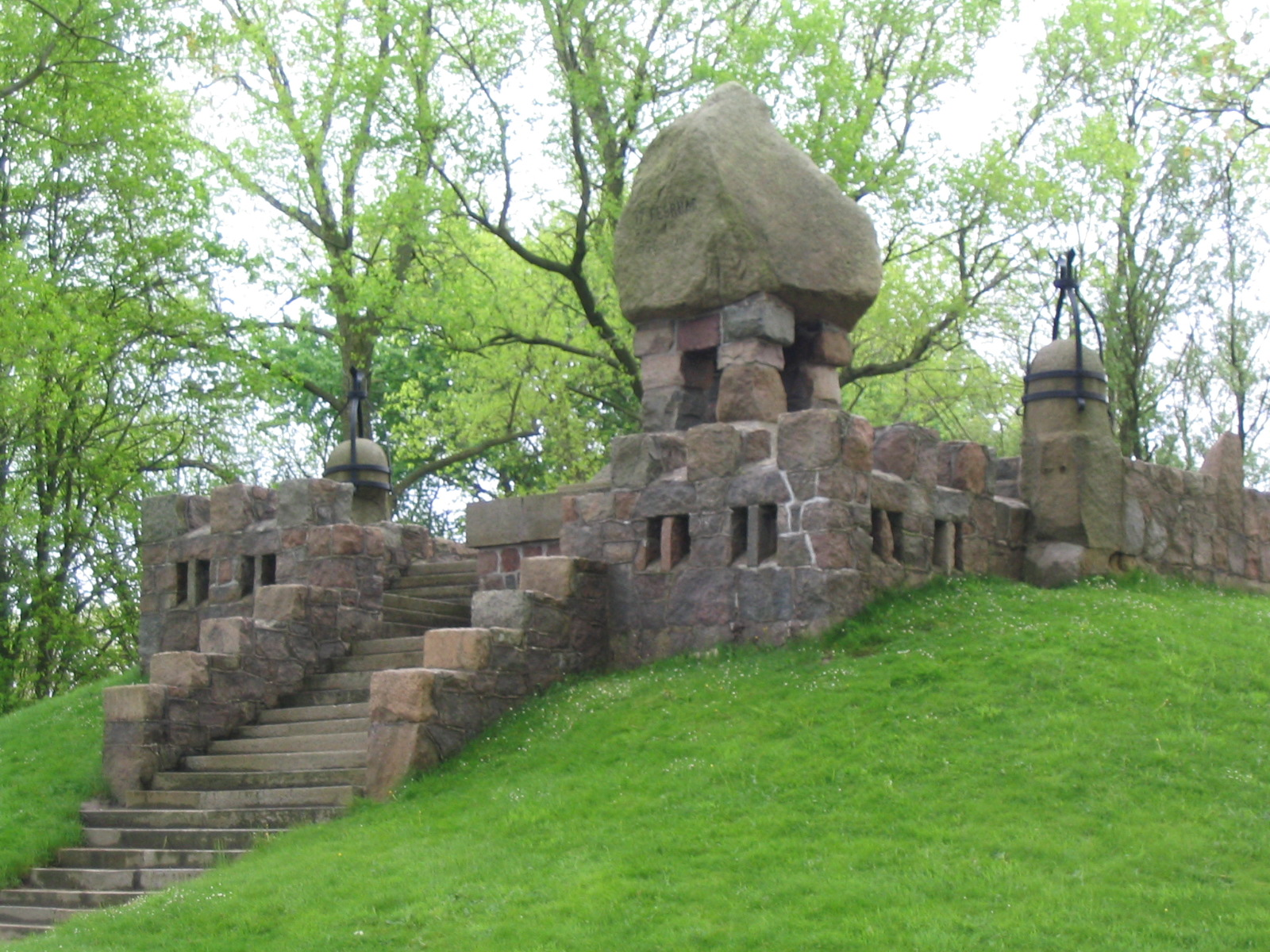
Pomník bitvy u Hemmingstedtu na pahorku Dusenddüwelfswarf u Epenwöhrden. Byl postaven v roce 1900 u příležitosti 400. výročí bitvy

Podobné selské republiky nebyly ve vrcholném středověku výjimečným jevem. Vyskytovaly se vždy na odlehlých, obtížně dostupných místech, kde se moc místního vládce projevovala jen slabě. Místem vzniku obdobných selských samospráv byly například odlehlá, vysoko položená alpská údolí ve Švýcarsku, švédský ostrov Gotland nebo tzv. „Fríské svobody“ (frísky Fryske frijheiden, německy Friesische Freiheiten), selská samosprávná území, posléze, ke konci svého „demokratického“ období, řízená volenými a posléze dědičnými náčelníky (frísky haadlinge, německy Häuptlinge), z nichž se nakonec stali místní feudálové. Právě ony „svobody“ v Západním a Východním Frísku, vzniklé na podobných přímořských mokřinách, byly nejspíše inspirací pro vznik Dithmarschí. Je zajímavé, že na jádrovém území hambursko-brémských arcibiskupů se nacházela ještě jedna taková selská samospráva, tzv. Wurstenská země (Land Wursten), vůči které však její zeměpáni byli mnohem méně shovívaví a rychle tuto selskou republiku potlačili. Žádná z oněch středověkých selských samospráv ale nebyla zcela nezávislá a alespoň formálně měla vždy nějakého vládce, který obvykle sídlil v civilizovanějších a od „republiky“ vzdálených krajích. Právě chybějící státní svrchovanost je hlavním argumentem, který zpochybňuje vžité a nepřesné označení „republika“.
Zatímco v období osvícenství byly v souvislosti s Dithmarschemi až nekriticky vyzdvihovány místní republikánské instituce, v období nacionální socialismu dostal prostor výklad sociální doplněný romantickým akcentem, kdy byla v souvislosti s bitvou u Hemmingstedtu zdůrazněna role „prostého německého sedláka, který zvítězil nad feudálním útlakem“ v duchu transformované ideologie „Blut und Boden“ (krev a půda), v rámci které byl pěstován kult Wulfa Isebranda jako lidového hrdiny. V moderní době byly tyto koncepty revidovány. Podle historika Waltera Lammerse byly quasi-demokratické instituty v Dithmarschích ještě vikinského původu, Sasy jen převzaté. Lammers navíc upozorňuje na fakt, že republika držela pohromadě především díky permanentnímu vnějšímu ohrožení a že ona „demokratičnost“ byla s postupem vývoje pomalu omezována a jen brzký příchod „Posledního sváru“ tyto tendence přerušil. Upozorňuje mj. i na fakt, že lenní páni, arcibiskupové, by těžko ponechali zemi její svobody, pokud by Dithmarsche nezapadaly do jejich koncepce zahraniční politiky, jak ukazuje příklad mnohem méně strategicky položené Wurstenské země. Zdůrazňuje rovněž, že „Osmačtyřicítka“ si jako jedno ze svých prvních rozhodnutí prosadila vlastní doživotní neodvolatelnost a upozorňuje na vesměs úspěšné snahy mocnějších selských rodin udržet si úřad v rodě po více generací. Již v posledních desetiletích republiky se o Osmačtyřicítce mluvilo v okolních zemích pohrdlivě jako o „selské aristokracii“, Lammers se ovšem domnívá, že vývoj v Dithmarschích ke vzniku skutečné šlechty opravdu směřoval. Ostatně přepychový měšťanský dům v Heide, který si nechal pro sebe pořídit jeden z bývalých rychtářů-regentů Osmačtyřicítky, Markus Swin, bezprostředně poté, co stal fojtem vévody gottorpského, jasně ukazuje, že Swin se se svým postavením bohatého panského úředníka dokázal sžít neobyčejně rychle a jeho pojítka se starou „selskou demokracií“ byla snadno zpřetrhána.